# Blechnum ivohibense
Blechnum ivohibense är en kambräkenväxtart som beskrevs av Carl Frederik Albert Christensen. Blechnum ivohibense ingår i släktet Blechnum och familjen Blechnaceae. Inga underarter finns listade.